# 香村純子
香村純子（1976年5月28日—），是日本的女性特攝編劇，愛知縣出身。

## 經歷
第一部接觸超級戰隊的是《電子戰隊電磁人》。由於曾有段時間同為三大特攝的超人力霸王及假面騎士系列皆未出新作，因此本人比較常接觸超級戰隊系列，從小就是超級戰隊系列的粉絲了。
在成為劇本家前，於愛知縣當地的事務所中任職，但因為注意到同樣是女性、同樣曾是普通公司職員，卻在28歲時作為編劇出道的小林靖子，所以開始想當編劇，想寫戰隊系列劇本的念頭變得強烈，因此辭職後於2001年上京。
在東映動畫研究所的劇本課程中學習了兩年，並參與了「ぶらざあのっぽ」的劇本講座。
在2008年的《炎神戰隊轟音者》中首次參與了戰隊的劇本，之後在《海賊戰隊豪快者》中以副編劇身分執筆了16集的劇本，在2016年的《動物戰隊獸王者》首次成為戰隊主編劇。
在豪快者的荒川稔久採訪中得知，香村是跟荒川同一中學的後輩，也因為荒川，香村才得以參與超級戰隊系列。
2012年在《假面騎士Wizard》中成為雙主編劇之一，該作的製作人宇都宮孝明表示，因為顧慮到主編劇きだつよし日後行程的關係，才形成了雙主筆制。包含兩部劇場版，本傳也寫了20集以上的劇本。
同年於ぶらざあのっぽ中正式獨立，並作為自由作家活動。

## 作風
角色塑造及情感描寫細緻，擅長寫單元劇，似乎很喜歡營造出反派向正派擄人勒贖的場面。

## 作品
特攝
- 炎神戰隊轟音者全50話中1話執筆（與荒川稔久共作）
- 天裝戰隊護星者全50話中3話執筆
- 海賊戰隊豪快者全51話中16話執筆
- 非公認戰隊秋葉原連者全13話中6話執筆
- 假面騎士Wizard全53話中22話執筆（有2話與きだつよし共作）
- 迦樓羅戰士神鷹X（日语：ガルーダの戦士ビマX）全50話中19話執筆（有2話與石橋大助共作）
- 假面騎士Drive全48話中4話執筆
- 動物戰隊獸王者全48話中34話執筆（主筆）
- 快盗戰隊魯邦連者VS警察戰隊巡邏連者全51話中33話執筆（主筆）
- 機界戰隊全開者全49話中47話執筆（主筆）
- 假面騎士GAVV全話（主筆）

電影
- 劇場版 炎神戰隊轟音者VS激氣連者（2009年）（與荒川稔久共作）
- 搖滾藍薔薇（2012年）（藤平久子、福山桜子と共作）
- 劇場版 假面騎士Wizard in Magic Land（2013年）
- 假面騎士×假面騎士 鎧武 & Wizard 天下決勝之戰國MOVIE大合戰（2013年）（假面騎士Wizard「約定的地方」的劇本）
- 劇場版 動物戰隊獸王者 心跳不已 馬戲團恐慌！（2016年）
- 劇場版 動物戰隊獸王者 VS 忍忍者 來自未來的訊息 from 超級戰隊（2017年）
- 快盗戰隊魯邦連者VS警察戰隊巡邏連者 en film（2018年）
- HUG！光之美少女♡光之美少女 All Stars Memories（2018年）
- 劇場版 騎士龍戰隊龍裝者VS魯邦連者VS巡邏連者（2021年）
- 機界戰隊全開者 THE MOVIE 赤色戰鬥！全戰隊大集會！！（2021年）
- 機界戰隊全開者VS煌輝者VS前輩者（2022年）
- 暴太郎戰隊Don BrothersVS全開者（2023年）（與井上敏樹共作）

電視動畫
- Gift eternal rainbow（2006年）
- 狼少女和黑王子（2014年）
- Go! Princess 光之美少女（2015年 - 2016年）全50話中10話執筆
- B-PROJECT〜鼓動＊Ambitious〜（2016年）
- KiraKira☆光之美少女 A La Mode（2017年）
- Healin' Good ♥ 光之美少女（2020年 - 2021年）系列構成、全45話中19話執筆

CD劇
- 千歲Get You!!（2005年 - 2006年）
- 茅島氏的優雅生活（2006年）
- ネクラートホリック（2007年）
- 特殊戦闘員育成機関 ヒーローアカデミーJ（2008年）
- ジェラールとジャック（2008年）
- 世界一初恋（2008年 - 2010年）
- SUPER LOVERS スーパーラヴァーズ 2（2011年）
- SUPER LOVERS スーパーラヴァーズ 3（2012年）
- 文豪シリーズ 「不良文豪とホスト」（2012年）
- 文豪シリーズ 「文豪の神様」（2012年）
- 烈車戰隊特急者 オリジナルアルバム サウンドエクスプレス1号車（2014年）

OVA
- 蜜×蜜水果糖（2006年）
- 假面騎士Drive 祕密任務 type HIGH SPEED！真正的力量！高速型號誕生！

其他
- 海賊戦隊ゴーカイジャー ファイナルライブツアー2012（2012年）